# Eksternalisering
I freudiansk psykologi er eksternalisering en ubevidst forsvarsmekanisme, hvorved et individ projicerer sine egne indre egenskaber ud på omverdenen, især på andre mennesker. For eksempel kan en person, der er alt for argumenterende, opfatte andre personer som alt for argumenterende - og se sig selv som uskyldig.
Ligesom andre forsvarsmekanismer er eksternalisering en beskyttelse mod angst og er derfor en del af et sundt, normalt fungerende sind. Men hvis det tager overhånd, kan det føre til udvikling af en neurose.
Eksternalisering er det modsatte af internalisering.